# Ermita de Sant Martí i Santa Bàrbara (Vilanova de la Reina)
L'Ermita de Sant Martí i Santa Bàrbara, a Vilanova de la Reina, a la comarca de l'Alt Millars és lloc de culte, catalogat, de manera genèrica, com Bé de Rellevància Local segons la Disposició Addicional Cinquena de la Llei 5/2007, de 9 de febrer, de la Generalitat, de modificació de la Llei 4/1998, d'11 de juny, del Patrimoni Cultural Valencià (DOCV Núm. 5.449 / 13/02/2007), amb codi: 12.08.133-002.

## Descripció
Es tracta d'una construcció de dimensions reduïdes, i planta de nau única amb porxo i corral adossat en la part dreta, que es va realitzar en 1656, seguint les pautes, simultàniament, tant de l'estil Gòtic tardà com de l'estil renaixentista.
L'edifici va sofrir una transformació durant el segle xviii, adquirint el seu aspecte actual. El seu estat de conservació no és bo, i com a rehabilitacions solament s'ha dut a terme al corral, malgrat això es considera que el perill de destrucció del monument és baix. Estant encarregats del seu manteniment i conservació els clavaris del Sant.
Aquesta petita ermita està dedicada, tant a Sant Martín Bisbe, a Santa Bàrbara.
L'edifici, d'aspecte rústic, presenta fàbrica de maçoneria amb carreus de reforç i un sol contrafort lateral, ja que l'altre contrafort, el que se situaria en el corral, que estava situat on interiorment està la pilastra de suport de l'arc fajón, va ser eliminat. Presenta dos cossos, un d'ells és realment un atri construït davant la façana de l'ermita, que acaba en hastial que es remata amb tres graons i una creu de forja. Aquest atri presentava en origen tres arcs de mig punt, dels quals, els dos laterals van ser encegats, quedant com a únic accés al temple l'arc central (arc carpanell de fàbrica de maó massís). La coberta del porxo, que és de menor altura que la coberta del temple (que és a dues aigües), té tres vessants, i igual que la coberta del temple estan rematades amb teules vermelles.
El conjunt es completa amb una altra mena d'habitable obert, adossat a un dels laterals de l'ermita que sembla fer de refugi de caminants o fins i tot casa de l'ermità.
La porta d'accés al temple és de fusta i s'emmarca en un arc de mig punt de pedra.
Interiorment, la nau es cobreix amb volta de canó, que presenta en la seva arrencada una motllura neoclàssica, que s'interromp en arribar a l'altar. També pot destacar-se la presència d'un arc toral que descansa en dues visibles pilastres. Per la seva banda, el sòl està format per un paviment de fang cuit datat de 1859 com es pot llegir en una de les rajoles situades en l'entrada, en la qual a més hi ha una representació de l'ermita de com havia de ser en el seu estat original, ja que presenta un rellotge de sol, avui desaparegut.
La decoració interior es realitza pel color dels revestiments que presenten dues zones, el sòcol pintat en gris blavós i la part superior emblanquinada en blanc.
Les festes patronals, que se celebren en honor de Sant Martí, Sant Roc i Santa Bàrbara, tenen lloc a l'agost en els quals es realitzen diversos actes tant religiosos com d'índole festiva i popular Entre ells destaca el romiatge a l'ermita de Sant Martí, en la qual es trasllada la relíquia del sant que es conserva a l'església parroquial del poble, per oficiar en ella una Missa.